# Soyons libres
 (août 2024).
Soyons libres, également appelé Libres !, est un parti politique français europhile, classé au centre droit,, sur l'échiquier politique et affilié aux Républicains (LR) fondé en 2008.
Le parti est fondé par Valérie Pécresse à la suite de l'échec des Républicains (LR) à l'élection présidentielle et aux élections législatives de 2017, afin d'éviter une fuite des électeurs de la droite vers Emmanuel Macron et Marine Le Pen. Une scission est effectuée après les élections européennes de 2019, avec le départ de Valérie Pécresse de LR et la transformation de « Soyons libres » en parti politique.
Le parti redevient cependant affilié aux Républicains en 2021, avec la réadhésion de Valérie Pécresse et des principaux élus du groupe aux Républicains. La même année, la page « L’équipe dirigeante » du site de Libres, est supprimée.

## Histoire
Issu de Changer c'est possible (2008) et d'Action Île-de-France (2011), Soyons libres est créé le 10 septembre 2017 par Valérie Pécresse. Le lancement médiatique est fait lors d'une réunion comptant quelque 2 000 personnes à Argenteuil en octobre 2017,. Soyons libres est reconnu comme mouvement associé à LR par Laurent Wauquiez en janvier 2018, lors d'un conseil national de LR[réf. nécessaire].
Valérie Pécresse se positionne comme une opposante à Laurent Wauquiez au sein de LR. Tenante d'une ligne plus libérale, de centre droit, et europhile, elle dénonce le rétrécissement de la base électorale du parti et de l'existence de « deux droites qu'il faut réconcilier » au sein du parti. Son initiative vise à rassembler jusqu'au centre et à traiter des thèmes nouveaux comme l'écologie ou le numérique.
En 2018, elle soutient le gouvernement Philippe au sujet de la loi relative à l'orientation et à la réussite des étudiants et de la réforme de la SNCF. Cependant, elle estime que le gouvernement ne va pas assez loin dans ses réformes et déclare s'opposer à un rapprochement de la droite et du centre aussi bien à La République en marche (LREM) qu'au Rassemblement national (RN) : elle souhaite créer une « troisième voie », comme le préconise l'initiative de Gérard Larcher à la suite des élections européennes de 2019.
Valérie Pécresse quitte Les Républicains le 5 juin 2019, à la suite du mauvais score obtenu par la liste Les Républicains-Les Centristes aux élections européennes et avant la tenue d’une élection pour la présidence du parti pour laquelle elle était donnée possible candidate,. Elle invoque l'impossibilité de former une organisation politique élargie, affirmant que « le parti est cadenassé de l’intérieur, dans son organisation et dans ses idées ». Dans son sillage, plusieurs de ses proches quittent le parti, notamment Robin Reda et Florence Portelli.

## Organisation

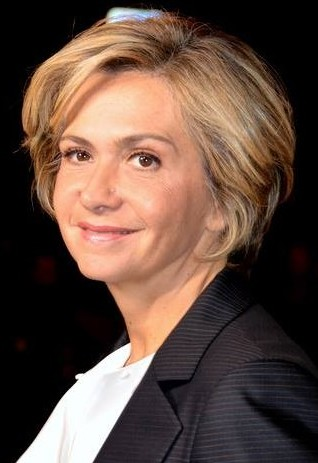
Valérie Pécresse, présidente de Soyons libres.

L'organisation repose sur une direction, des référents départementaux et référents départementaux jeunes. L'animation du parti est confiée aux référents des comités. De 2017 à 2021, Soyons libres organise sa rentrée politique à Brive-la-Gaillarde en Corrèze sur les terres de Jacques Chirac, image qu’elle donne pour montrer sa volonté de retrouver les origines de l’Union pour un mouvement populaire (UMP).[réf. nécessaire]
La présidente Valérie Pécresse désigne[Quand ?] Maël de Calan en tant que premier vice-président chargé du projet, Othman Nasrou comme vice-président ; Florence Portelli assure le poste de secrétaire générale, tandis que Cédric Nouvelot et Adrien Guené sont secrétaires généraux adjoints.[réf. nécessaire]Il y a quatre conseillers politiques (Philippe Mouiller, Patrick Karam, David Lisnard et Claude Nougein) et trois conseillers politiques coordinateurs (Éric Pauget, chargé des relations avec l’Assemblée nationale, Roger Karoutchi, chargé des relations avec le Sénat, et Marie-Claude Jarrot, chargée des relations avec les maires).

### Élus

#### Assemblée nationale
Soyons libres comptait quatre députés durant la XVIIe législature, tous membres du groupe Droite républicaine : 
- Jean-Didier Berger de la douzième circonscription des Hauts-de-Seine[21] ;
- Vincent Jeanbrun de la septième circonscription du Val-de-Marne[22] ;
- Frédérique Meunier de la deuxième circonscription de la Corrèze ;
- Éric Pauget de la septième circonscription des Alpes-Maritimes.

#### Sénat
Soyons libres compte également six sénateurs, tous membres du groupe Les Républicains : 
- Laure Darcos, sénatrice de l'Essonne ;
- Françoise Dumont, sénatrice du Var ;
- Roger Karoutchi, sénateur des Hauts-de-Seine ;
- Thierry Meignen, sénateur de la Seine-Saint-Denis ;
- Philippe Mouiller, sénateur des Deux-Sèvres ;
- Claude Nougein, sénateur de la Corrèze.